# Ratón BALB/c

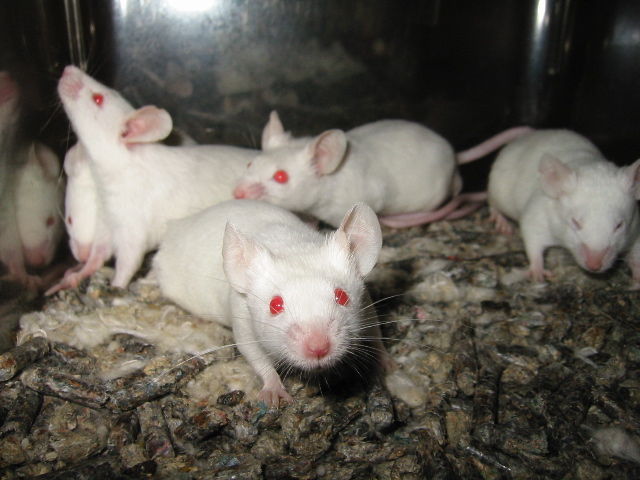
Ratones BALB/c

BALB/c es una cepa albina de laboratorio del ratón común, del cual se han derivado otras subcepas. Los ratones BALB/c se distribuyen en todo el mundo y están entre las cepas consanguíneas más ampliamente utilizadas en la experimentación con animales.

## Historia
Los primeros animales de la cepa fueron obtenidos por Halsey J. Bagg del Memorial Hospital, Nueva York, de un comerciante de ratones en Ohio en el año 1913. El nombre BALB es una concatenación de Bagg y Albino. Desde 1920 la progenie de la colonia original fue criada sistemáticamente en endogamia, entre hermanos, durante veintiséis generaciones a lo largo  de quince años. Durante este tiempo la colonia estuvo bajo el cuidado de numerosos científicos importantes, entre ellos C.C. Little y E.C. MacDowell en el Instituto Carnegie y H.J. Muller en la Universidad de Texas en Austin. En el año 1935 los animales pasaron a ser propiedad del estudiante de Muller, George D. Snell, quien los trasladó al Jackson Laboratorory. Este stock proporcionó la base de todas las cepas de BALB/c que ahora están en uso alrededor del mundo.
Snell proporcionó algunos animales de este stock a los National Institutes of Health (NIH) para mantener. En 1961 D. W. Bailey utilizó algunos de estos para generar una cepa en la Universidad de California, San Francisco. En 1974 ya habían pasado ciento treinta y seis generaciones de la pareja reproductora cría original; los animales regresaron al Jackson Laboratory y fueron nombrados BALB/cByJ. El 16 de noviembre de 2005 el Jackson Laboratory informó que esta cepa había llegado a la generación doscientos treinta y cinco.

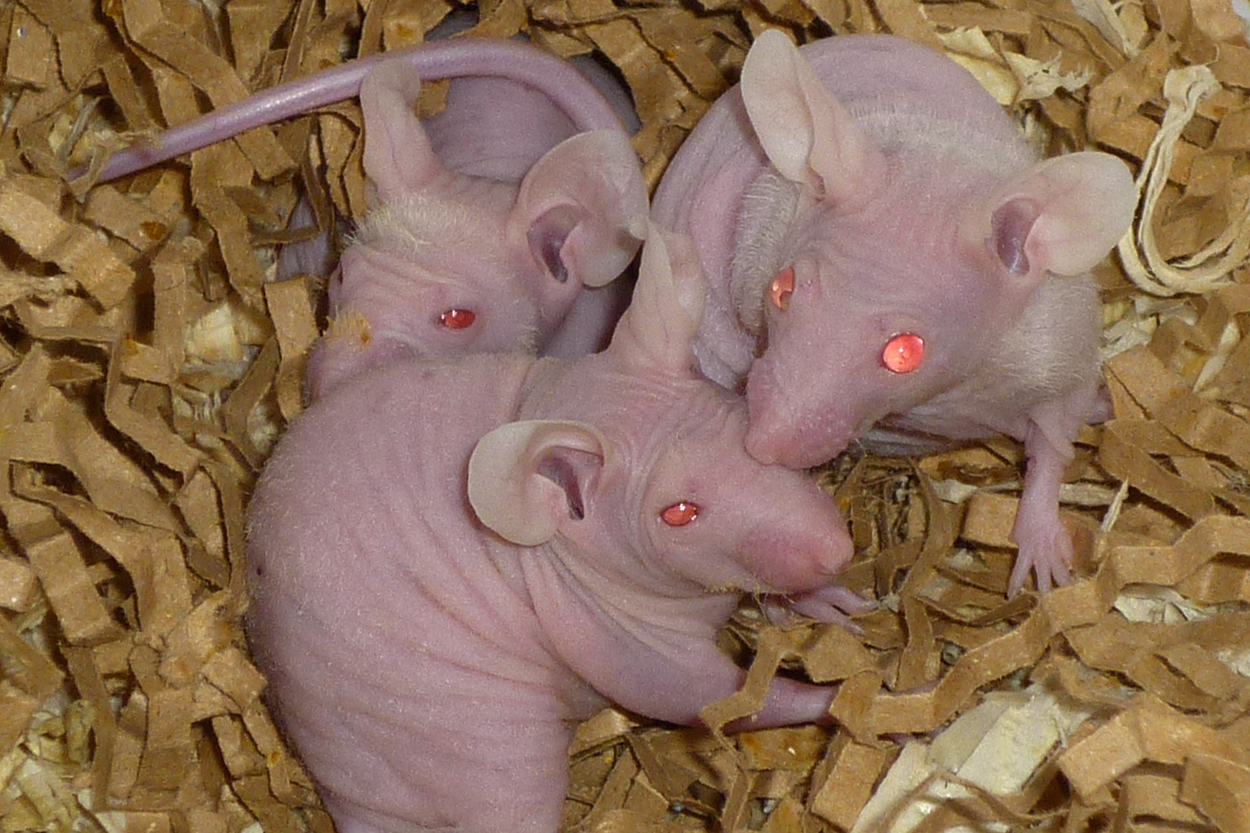
Ratones BALB/c nude de la Universidad de Tartu, que carecen de timo y son incapaces de producir células T y por lo tanto son inmunodeficientes.